# Gösta Hall (1899–1993)
Gösta Arvid Hall, född 15 mars 1899 i Sundsvall, 26 april 1993 i Hedvig Eleonora församling i Stockholm, var en svensk företagsledare.
Gösta Hall var son till fondmäklaren Sven Arvid Hall. Efter studentexamen i Stockholm 1917 utexaminerades han från Tekniska högskolan 1921. Han var 1923 anställd vid Scandinavian Pulp Agency Incorporated i Stockholm och utförde 1924–1925 specialundersökningar beträffande cellulosa och papper vid Statens provningsanstalt för svenska staten och svenska finpappersbrukens räkning. 1925 studerade Hall i USA, och var 1926–1927 chefskemist vid Albemarle Paper Manufacturing Company i Richmond. Efter återkonsten till Sverige var han 1928–1930 ingenjör vid Korsnäs sågverks AB:s cellulosafabriker och 1930–1933 överingenjör och teknisk rådgivare i Svenska Cellulosa AB och skötte den tekniska utlandstjänsten vid koncernens massaförsäljningar. Från 1945 var han disponent vid Korsnäs sågverk AB:s cellulosaavdelning. Hall var 1928–1932 ordförande i kommittén för standardisering cellulosaprovningsmetoder. Han författade ett flertal skrifter och åtnjöt internationellt anseende på cellulosa- och pappersområdet. Hall inbjöds att hålla föredrag i fackfrågor i Belgien, Storbritannien, Frankrike, USA, Norge, Tyskland och Ungern. Han var medlem av den av Sveriges industriförbund och Sveriges allmänna exportförening utsända industridelegationen till USA 1943–1944. Hall är gravsatt i minneslunden på Galärvarvskyrkogården i Stockholm.